# Мошхайм
Мошхайм (нем. Moschheim) — община в Германии, в земле Рейнланд-Пфальц. 
Входит в состав района Вестервальд. Подчиняется управлению Виргес.  Население составляет 789 человек (на 31 декабря 2010 года). Занимает площадь 3,44 км².